# Bộ Giáo dục Hawaii

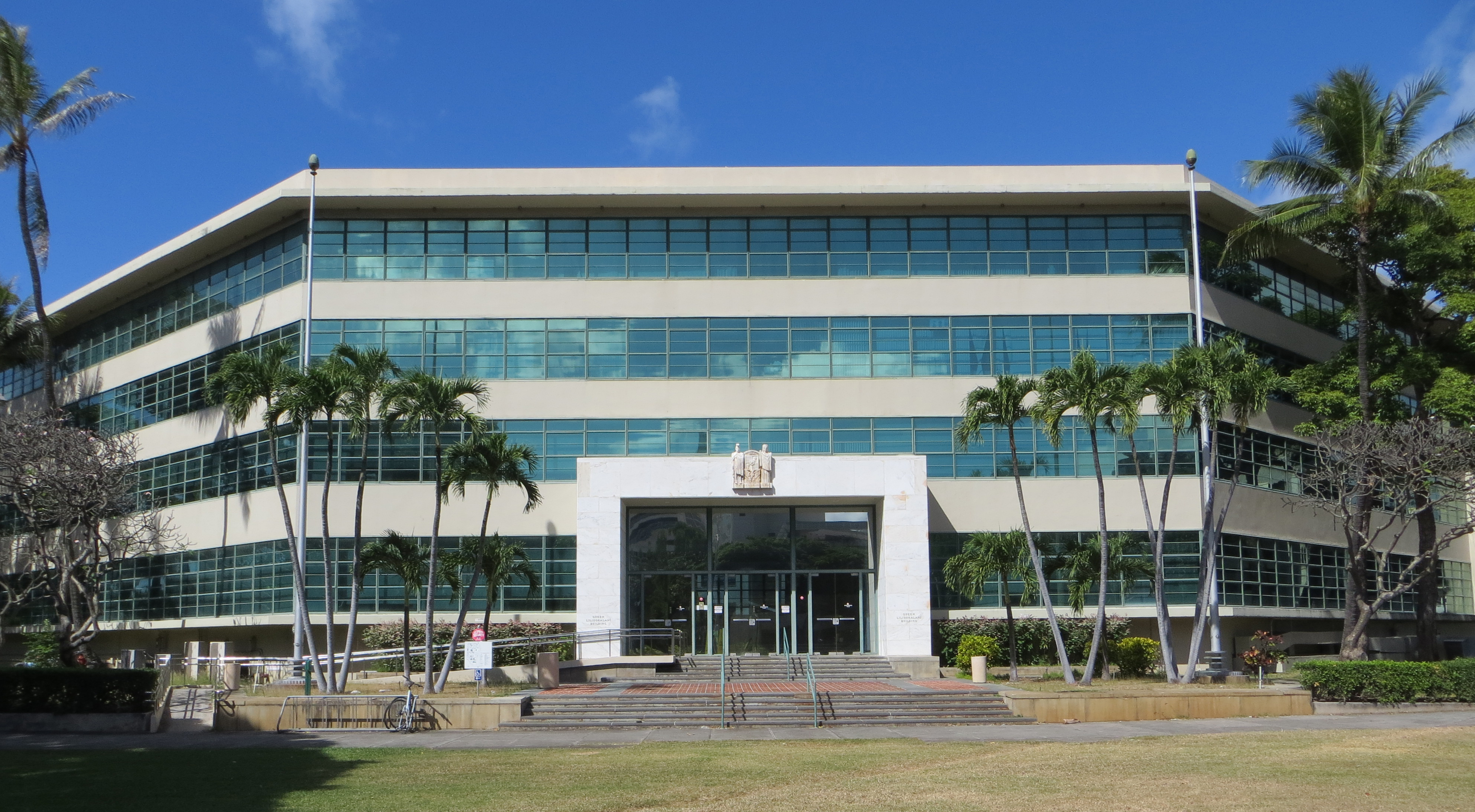
Queen Liliuokalani Building - trụ sở của Bộ giáo dục tiểu bang Hawaii

Bộ Giáo dục Hawaii (tiếng Anh: Hawaii Department of Education) là hệ thống giáo dục công lập toàn tiểu bang tập trung nhất và duy nhất ở Hoa Kỳ. Khu học chánh có thể được coi như là tương tự các khu học chánh của các thành phố và các cộng đồng khác tại Hoa Kỳ, nhưng trong một số khía canh cũng có thể được coi như là tương tự cho các cơ quan giáo dục tiểu bang ở các tiểu bang khác của Hoa Kỳ. Là cơ quan giáo dục chính thức của tiểu bang, Bộ giáo gục tiểu Bang Hawaii giám sát tất cả 283 trường công lập và trường điều lệ trường học và hơn 13.000 giáo viên ở tiểu bang Hawaii. Tổng cộng có khoảng 177.871 học sinh hàng năm. Bộ trưởng của HIDOE hiện là Kathryn Matayoshi (kể từ ngày 13 tháng 9 năm 2010). Trụ sở đóng tại Tòa nhà Queen Liliuokalani ở Honolulu CDP, Thành phố và quận Honolulu trên đảo Oahu. 
Kamehameha III thành lập hệ thống giáo dục công cộng đầu tiên của Hawaii vào ngày 15 tháng 10 năm 1840. Điều này khiến cho các Bộ giáo dục tiểu bang Hawaii là hệ thống trường dân lập lâu đời nhất phía tây của sông Mississippi,, và hệ thống duy nhất được thành lập bởi một vị vua có chủ quyền.